# 妙見山 (鳴門市)
妙見山（みょうけんさん）は、徳島県鳴門市にある山。標高は61.6m。

## 地理
妙見山全域が妙見山公園となっている。
かつては阿波九城のひとつ撫養城があり、その城跡を利用した公園には鳴門ガレの森美術館等の施設もある。山頂に妙見神社があり、鳴門市街を一望できる。
また山内には山頂までを走る妙見山ドライブウェイが通っている。

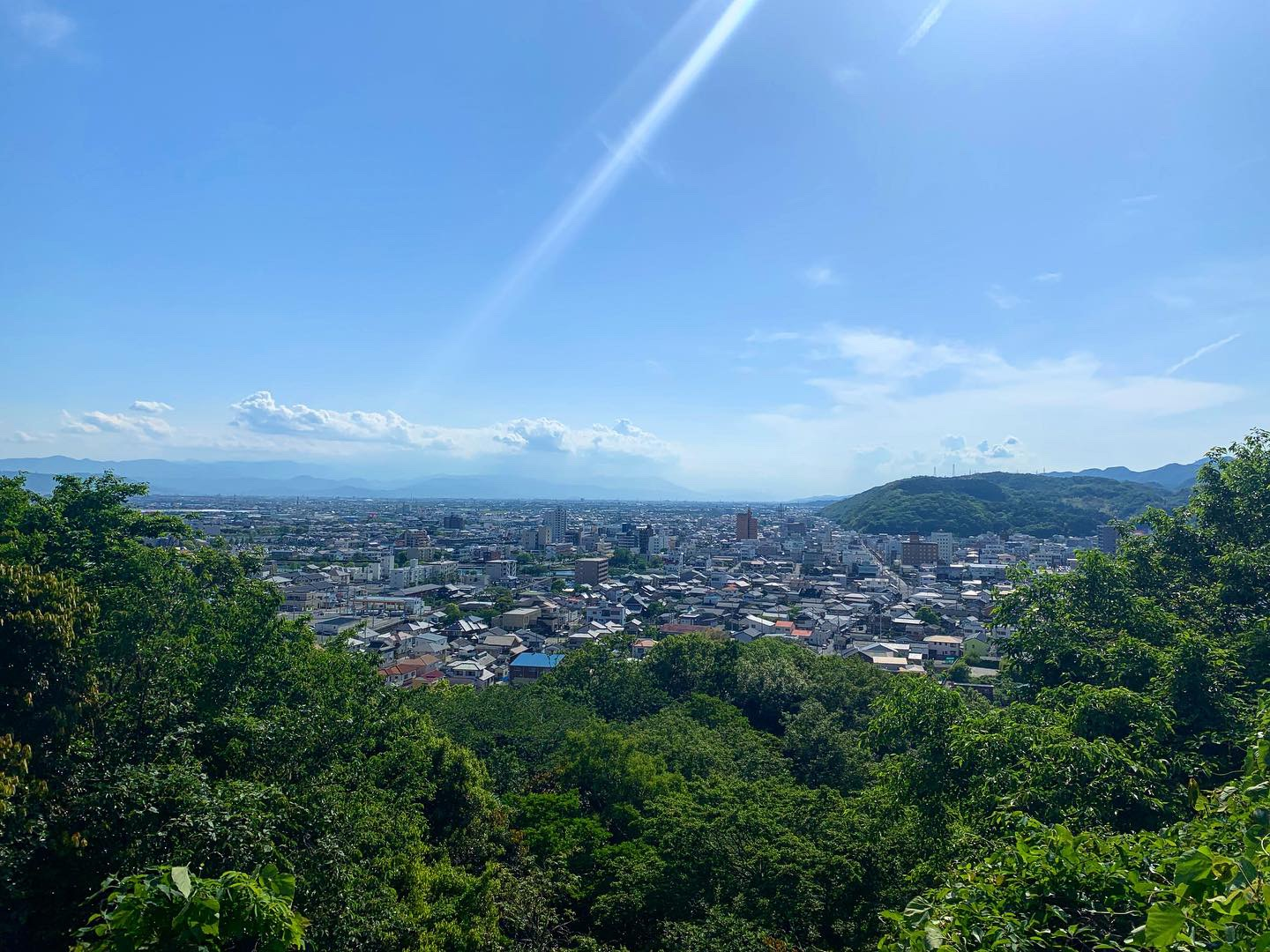
山頂からの景色。